# Rada'a
Rada'a (arabisch رداع, DMG Radāʿ) ist eine Stadt im Gouvernement al-Baidā' im Jemen. Die Stadt hat über 57.000 Einwohner (Berechnungsstand 2012). 
Die Gebäude Rada'as sind überwiegend aus Ziegeln erbaut und mit einer Lehmschicht versehen, wodurch sie sich von der im Jemen üblicheren Steinbauweise abheben. In der teilweise von einer Steinmauer umgebenen Altstadt liegt die Amiriya-Moschee. Sie wurde unter der Herrschaft der Tahiriden 1504 fertiggestellt und in den 1990er Jahren restauriert, als Moschee wird das Gebäude heute nicht mehr genutzt. Sie gilt als bedeutendes Beispiel für die jemenitische Architektur ihrer Zeit.
Zum etwa 180 km nordwestlich gelegenen Sanaa besteht eine Busverbindung.
Am 15. Januar 2012 sind Truppen des Terrornetzwerks al-Qaida in die Stadt eingedrungen und konnten die Stadt unter ihre Kontrolle bringen.